# Cristalización

Monocristal de sulfato de cobre pentahidratado

La cristalización es un proceso físico-químico por el cual se forma un sólido. Si el proceso es suficientemente lento, las partículas que originan la fase sólida llegan a disponerse de un modo ordenado, formando partículas con formas geométricas regulares que reciben el nombre de cristales. Los cristales se pueden formar por  a partir de un líquido o un gas puro, generalmente por enfriamiento (caso de la formación de los copos de nieve o de los cristales de yodo). También se pueden formar por evaporación lenta del disolvente de las disoluciones que contienen las sustancias cristalizables. La disolución y posterior cristalización de sustancias es uno de los métodos de purificación de sólidos más eficaces empleados en el laboratorio químico.

## Introducción
La idea de que las sustancias químicas pueden organizarse de forma ordenada para formar cristales ya fue apuntada por R. Hooke en 1665 y posteriormente, hacia 1784, estudiada por el  mineralogista francés René Just Haüy, que es considerado como el fundador de la cristalografía, ya que fue este científico el que comenzó el estudio sistemático de los cristales.
El tamaño y perfección de los cristales depende principalmente de las condiciones en que se forman (presión, temperatura, presencia de impurezas, ...). Cuando el líquido fundido, o la disolución saturada se enfrían lentamente, el número inicial de cristales, denominados núcleos de cristalización, es relativamente reducido y por tanto, estos primeros cristales pueden, posteriormente, crecer hasta tamaños grandes, fáciles de apreciar a simple vista. Además, los átomos, iones o moléculas que forman el cristal, tienen tiempo suficiente para colocarse en sus posiciones en la red cristalina, a medida que el cristal va creciendo, dando lugar a cristales con mayor perfección. Por el contrario, si el proceso de cristalización es muy rápido, se forma un gran número de núcleos de cristalización, dando como resultado final cristales de menor tamaño y con numerosas imperfecciones en sus caras. Si las condiciones de formación del sólido son muy desfavorables, puede llegar a perderse la ordenación cristalina, dando lugar a un sólido amorfo.
La mayoría de minerales y moléculas orgánicas cristalizan fácilmente, y los cristales resultantes son generalmente de buena calidad, es decir, sin defectos visibles. Sin embargo, las moléculas bioquímicas de mayor tamaño, como las proteínas, son a menudo difíciles de cristalizar. La facilidad con la que las moléculas cristalizan depende de la intensidad de las fuerzas atómicas (en el caso de sustancias minerales), fuerzas intermoleculares (sustancias orgánicas y bioquímicas) o fuerzas intramoleculares (sustancias bioquímicas).
La cristalización es también una técnica de separación química sólido-líquido, en la que se produce la transferencia de masa de un soluto de la solución líquida a una fase cristalina sólida pura y se utiliza como procedimiento de purificación, tanto a nivel de laboratorio como a nivel industrial.  La cristalización está por tanto relacionada con la precipitación, aunque en este caso, el proceso es mucho más rápido y el resultado, en muchos casos, suele ser la obtención de sustancias sólidas amorfas. 

## Proceso
El proceso de cristalización consiste en dos eventos principales, nucleación y  crecimiento del cristal que son impulsados por propiedades termodinámicas así como propiedades químicas. La nucleación es el inicio de una transición de fase en una región pequeña pero estable. La transición de fase puede ser la formación de una burbuja o de un cristal a partir de un líquido. La creación de gotas de líquido en vapor saturado también se caracteriza por la nucleación (véase Núcleos de condensación de nubes). -->La nucleación es el paso en el que las moléculas o átomos de soluto dispersos en el disolvente comienzan a agruparse en cúmulos, a escala microscópica (elevando la concentración de soluto en una pequeña región), que se vuelven estables en las condiciones de operación actuales. Estos cúmulos estables constituyen los núcleos. Por lo tanto, los cúmulos deben alcanzar un tamaño crítico para convertirse en núcleos estables. Dicho tamaño crítico viene dictado por muchos factores diferentes (temperatura, sobresaturación, etc.). Es en la etapa de nucleación cuando los átomos o moléculas se disponen de una manera definida y periódica que define la estructura cristalina - nótese que "estructura cristalina" es un término especial que se refiere a la disposición relativa de los átomos o moléculas, no a las propiedades macroscópicas del cristal (tamaño y forma), aunque éstas sean resultado de la estructura interna del cristal.
El crecimiento cristalino es el subsiguiente aumento de tamaño de los núcleos que logran alcanzar el tamaño crítico de la agrupación. El crecimiento cristalino es un proceso dinámico que se produce en equilibrio, en el que las moléculas o átomos de soluto precipitan fuera de la solución y se disuelven de nuevo en ella. [La sobresaturación es una de las fuerzas motrices de la cristalización, ya que la solubilidad de una especie es un proceso de equilibrio cuantificado por Ksp. Dependiendo de las condiciones, la nucleación o el crecimiento pueden predominar sobre el otro, dictando el tamaño de los cristales.
Muchos compuestos tienen la capacidad de cristalizar y algunos tienen estructuras cristalinas diferentes, un fenómeno llamado polimorfismo. Ciertos polimorfos pueden ser  metaestables, lo que significa que aunque no está en equilibrio termodinámico, es cinéticamente estable y requiere algún aporte de energía para iniciar una transformación a la fase de equilibrio. Cada polimorfo es, de hecho, un estado sólido termodinámico diferente y los polimorfos cristalinos de un mismo compuesto presentan propiedades físicas distintas, como la velocidad de disolución, la forma (ángulos entre facetas y velocidad de crecimiento de las facetas), el punto de fusión, etc. Por este motivo, el polimorfismo tiene una gran importancia en la fabricación industrial de productos cristalinos. Además, a veces las fases cristalinas pueden interconvertirse variando factores como la temperatura, como en la transformación de las fases anatasa a rutilo del dióxido de titanio.

## En la naturaleza

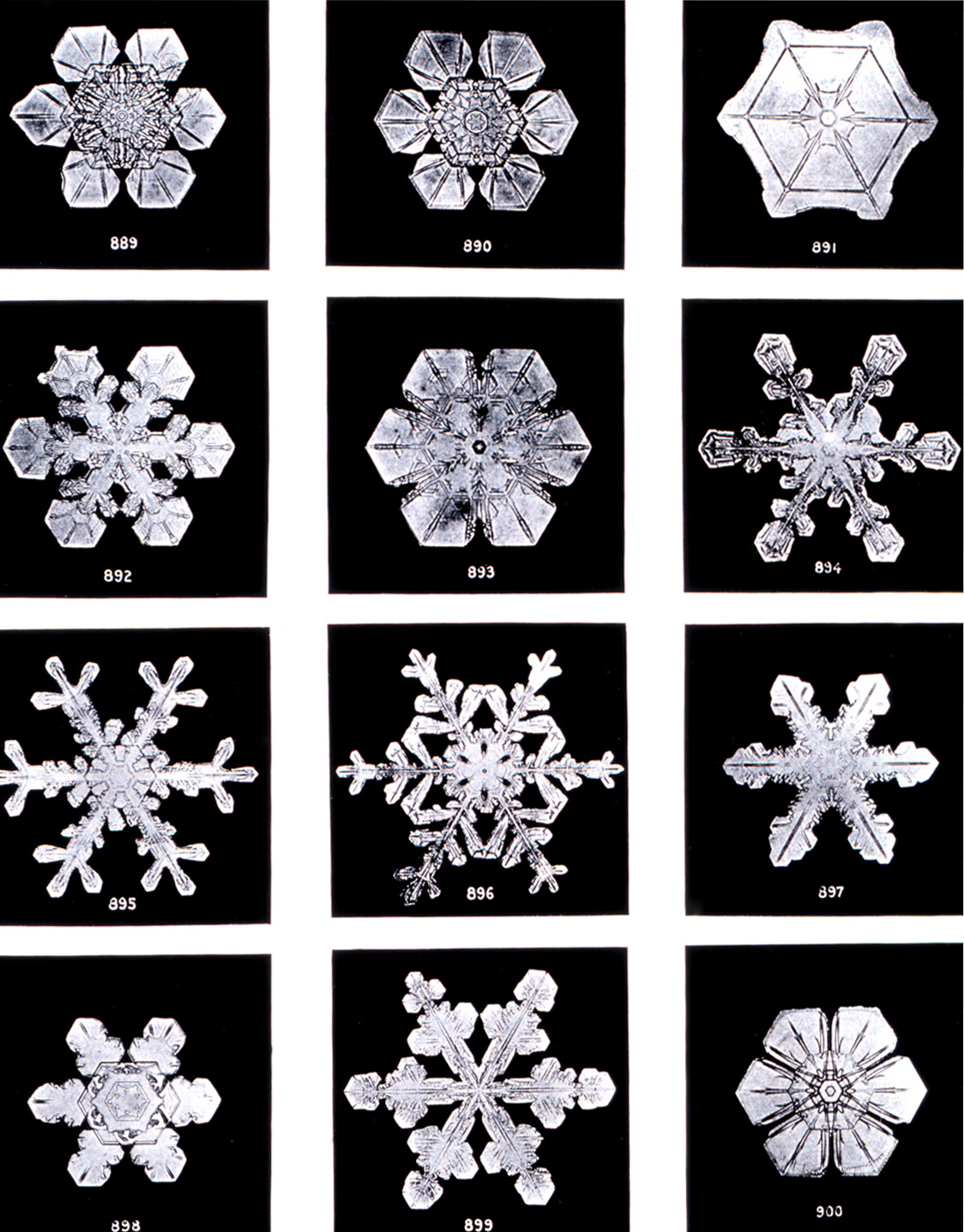
Copos de nieves son un ejemplo muy conocido, donde sutiles diferencias en las condiciones de crecimiento del cristal dan lugar a diferentes copos de nieve Koch.

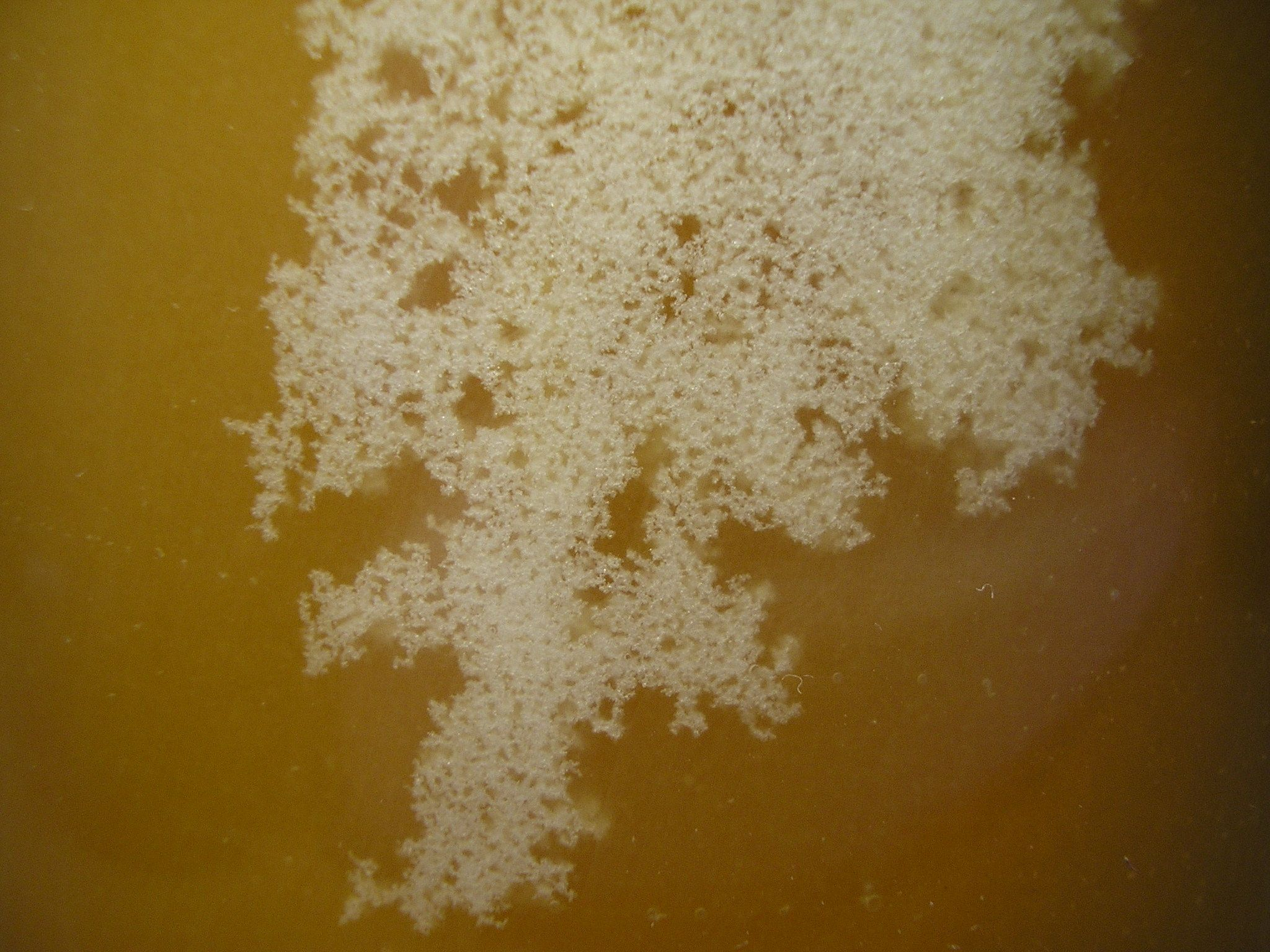
Miel cristalizada

Hay muchos ejemplos de procesos naturales que implican cristalización.
Escala de tiempo geológico ejemplos de procesos incluyen:
- Formación natural de cristales (minerales) (véase también piedra preciosa);
- Estalactita/estalagmita, formación de anillos;

Escala temporal humana ejemplos de procesos incluyen:
- Formación de copos de nieve;
- Miel cristalización (casi todos los tipos de miel cristalizan).

## Punto de vista termodinámico
.

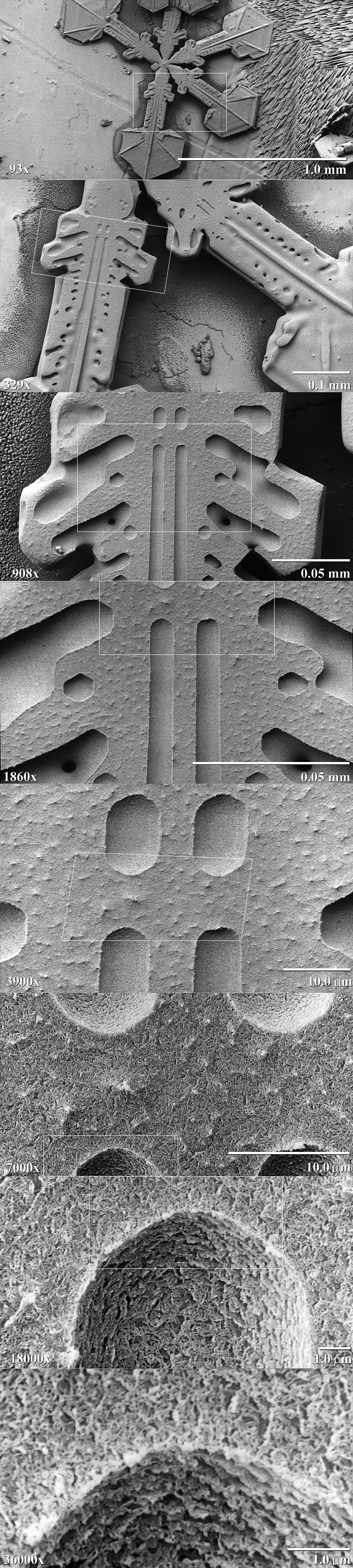
Serie de aumentos de SEM de baja temperatura para un cristal de nieve. Los cristales se capturan, almacenan y recubren por pulverización catódica con platino a criotemperaturas para la obtención de imágenes

El proceso de cristalización parece violar el segundo principio de la termodinámica. Mientras que la mayoría de los procesos que producen resultados más ordenados se consiguen aplicando calor, los cristales suelen formarse a temperaturas más bajas – especialmente por superenfriamiento. Sin embargo, debido a la liberación del calor de fusión durante la cristalización, la entropía del universo aumenta, por lo que este principio permanece inalterado.
Las moléculas de un cristal perfecto puro, al ser calentadas por una fuente externa, se convierten en líquido. Esto ocurre a una temperatura muy definida (diferente para cada tipo de cristal). Al licuarse, la complicada arquitectura del cristal se colapsa. La fusión se produce porque la entropía (S) ganada en el sistema por la aleatorización espacial de las moléculas ha superado la entalpía (H) perdida debido a la ruptura de las fuerzas de empaquetamiento del cristal:
{\displaystyle T(S_{\text{líquido}}-S_{\text{sólido}})>H_{\text{líquido}}-H_{\text{sólido}},}
{\displaystyle G_{\text{líquido}}<G_{\text{sólido}}.}
En cuanto a los cristales, no hay excepciones a esta regla. Del mismo modo, cuando el cristal fundido se enfría, las moléculas volverán a su forma cristalina una vez que la temperatura descienda más allá del punto de inflexión. Esto se debe a que la aleatorización térmica del entorno compensa la pérdida de entropía que resulta de la reordenación de las moléculas dentro del sistema. Los líquidos que cristalizan al enfriarse son la excepción y no la regla.
La naturaleza de un proceso de cristalización se rige tanto por factores termodinámicos como cinéticos, lo que puede hacerlo muy variable y difícil de controlar. Factores como el nivel de impurezas, el régimen de mezcla, el diseño del recipiente y el perfil de enfriamiento pueden tener un gran impacto en el tamaño, el número y la forma de los cristales producidos.

## Dinámica
Como ya se ha mencionado, un cristal se forma siguiendo un patrón bien definido, o estructura, dictado por fuerzas que actúan a nivel molecular. En consecuencia, durante su proceso de formación, el cristal se encuentra en un entorno en el que la concentración de soluto alcanza un determinado valor crítico, antes de cambiar de estado. La formación del sólido, imposible por debajo del umbral de solubilidad en las condiciones de temperatura y presión dadas, puede entonces tener lugar a una concentración superior al nivel teórico de solubilidad. La diferencia entre el valor real de la concentración de soluto en el límite de cristalización y el umbral teórico (estático) de solubilidad se denomina sobresaturación y es un factor fundamental de la cristalización.

### Nucleación
La nucleación es el inicio de un cambio de fase en una región pequeña, como la formación de un cristal sólido a partir de una solución líquida. Es consecuencia de rápidas fluctuaciones locales a escala molecular en una fase homogénea que se encuentra en un estado de equilibrio metaestable. La nucleación total es el efecto suma de dos categorías de nucleación: primaria y secundaria.

#### Nucleación primaria
La nucleación primaria es la formación inicial de un cristal donde no hay otros cristales presentes o donde, si hay cristales presentes en el sistema, no tienen ninguna influencia en el proceso. Esto puede ocurrir en dos condiciones. La primera es la nucleación homogénea, que es la nucleación que no está influida en modo alguno por sólidos. Estos sólidos incluyen las paredes del recipiente cristalizador y las partículas de cualquier sustancia extraña. La segunda categoría es la nucleación heterogénea. Se produce cuando las partículas sólidas de sustancias extrañas provocan un aumento de la velocidad de nucleación que no se vería sin la existencia de estas partículas extrañas. La nucleación homogénea rara vez se produce en la práctica debido a la alta energía necesaria para iniciar la nucleación sin una superficie sólida que catalice la nucleación.
La nucleación primaria (tanto homogénea como heterogénea) se ha modelado como sigue:
{\displaystyle B={\dfrac {dN}{dt}}=k_{n}(c-c^{*})^{n},}
donde
B es el número de núcleos formados por unidad de volumen por unidad de tiempo,
N es el número de núcleos por unidad de volumen,
kn es una constante de velocidad,
c es la concentración instantánea de soluto,
c* es la concentración de soluto en saturación,
(c - c*) también se conoce como supersaturación,
n es un exponente empírico que puede ser tan grande como 10, pero generalmente oscila entre 3 y 4.

#### Nucleación secundaria
La nucleación secundaria es la formación de núcleos atribuible a la influencia de los cristales microscópicos existentes en el magma. En pocas palabras, la nucleación secundaria se produce cuando el crecimiento de los cristales se inicia con el contacto de otros cristales existentes o "semillas". El primer tipo de cristalización secundaria conocida se atribuye al cizallamiento de fluidos, el otro se debe a colisiones entre cristales ya existentes, ya sea con una superficie sólida del cristalizador o con otros cristales mismos. La nucleación por cizallamiento de fluidos se produce cuando el líquido se desplaza por un cristal a gran velocidad, barriendo los núcleos que de otro modo se incorporarían a un cristal, haciendo que los núcleos barridos se conviertan en nuevos cristales. Se ha descubierto que la nucleación por contacto es el método más eficaz y común para la nucleación. Entre sus ventajas se incluyen las siguientes:
- Bajo orden cinético y velocidad proporcional a la sobresaturación, lo que permite un fácil control sin funcionamiento inestable.
- Ocurre a baja supersaturación, donde la velocidad de crecimiento es óptima para una buena calidad.
- La baja energía necesaria a la que golpean los cristales evita la ruptura de los cristales existentes en nuevos cristales.
- Los fundamentos cuantitativos ya se han aislado y se están incorporando a la práctica.

El siguiente modelo, aunque algo simplificado, se utiliza a menudo para modelizar la nucleación secundaria:
{\displaystyle B={\dfrac {dN}{dt}}=k_{1}M_{T}^{j}(c-c^{*})^{b},}
k1 es una constante de velocidad,
MT es la densidad de suspensión,
j es un exponente empírico que puede variar hasta 1.5, pero generalmente es 1,
b es un exponente empírico que puede variar hasta 5, pero generalmente es 2.

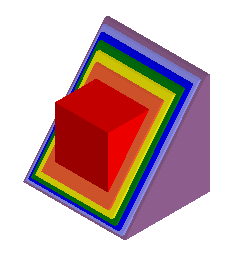
Crecimiento cristalino

## Enfriamiento de una disolución concentrada
Si se prepara una disolución concentrada a altas temperaturas y se enfría, se forma una disolución sobresaturada, que es aquella que tiene, momentáneamente, más soluto disuelto que el admisible por la disolución a esa temperatura en condiciones de equilibrio. Posteriormente, se puede conseguir que la disolución cristalice mediante un enfriamiento controlado. Esto se realiza para que los cristales tengan un tamaño medio, ya que si los cristales son muy pequeños las impurezas quedan depositadas en la superficie de toda la masa, y si los cristales son muy grandes las impurezas quedan atrapadas dentro de las redes cristalinas. Esencialmente cristaliza el compuesto principal, y las que se enriquecen con las impurezas presentes en la mezcla inicial al no alcanzar su límite de solubilidad.
Para que se pueda emplear este método de purificación debe haber una variación importante de la solubilidad con la temperatura, lo que no siempre es el caso. La sal marina (NaCl), por ejemplo, tiene este efecto.

## Cambio de disolvente
Preparando una disolución concentrada de una sustancia en un buen disolvente y añadiendo un disolvente, pero que es miscible con el primero, el principal del sólido disuelto empieza a precipitar, y las aguas madres se enriquecen relativamente en las impurezas. Por ejemplo, puede separarse ácido benzoico de una disolución de este en acetona agregando agua.

## Evaporación del disolvente
De manera análoga, evaporando el disolvente de una disolución se puede conseguir que empiecen a cristalizar los sólidos que estaban disueltos cuando se alcanzan los límites de sus solubilidades. Este método ha sido utilizado durante milenios en la fabricación de sal a partir de salmuera o agua marina, etc.

## Sublimación
En algunos compuestos la presión de vapor de un sólido puede llegar a ser lo bastante elevada como para evaporar cantidades notables de este compuesto sin alcanzar su punto de fusión (sublimación). Los vapores formados condensan en zonas más frías ofrecidas por ejemplo en forma de un "dedo frío", pasando habitualmente directamente del estado gaseoso al sólido, (sublimación regresiva) separándose, de esta manera, de las posibles impurezas. Siguiendo este procedimiento se pueden obtener sólidos puros de sustancias que subliman con facilidad como la cafeína, el azufre elemental, el ácido salicílico, el yodo, etc.

## Enfriamiento selectivo de un sólido fundido
Para purificar un sólido cristalino este puede fundirse. Del líquido obtenido cristaliza, en primer lugar, el sólido puro, enriqueciéndose, la fase líquida, de las impurezas presentes en el sólido original. Por ejemplo, este es el método que se utiliza en la obtención de silicio ultrapuro para la fabricación de sustratos u obleas en la industria de los semiconductores. Al material sólido (silicio sin purificar que se obtiene previamente en un horno eléctrico de inducción) se le da forma cilíndrica. Luego se lleva a cabo una fusión por zonas sobre el cilindro. Se comienza fundiendo una franja o sección del cilindro por un extremo y se desplaza dicha zona a lo largo de este hasta llegar al otro extremo. Como las impurezas son solubles en el fundido se van separando del sólido y arrastrándose hacia el otro extremo. Este proceso de fusión zonal puede hacerse varias veces para asegurarse que el grado de pureza sea el deseado. Finalmente, se corta el extremo en el que se han acumulado las impurezas y se separa del resto. La ventaja de este proceso es que controlando adecuadamente la temperatura y la velocidad a la que la franja de fundido se desplaza por la pieza cilíndrica, se puede obtener un material que es un monocristal de silicio que presenta las caras de la red cristalina orientadas en la manera deseada.

## Crecimiento cristalino

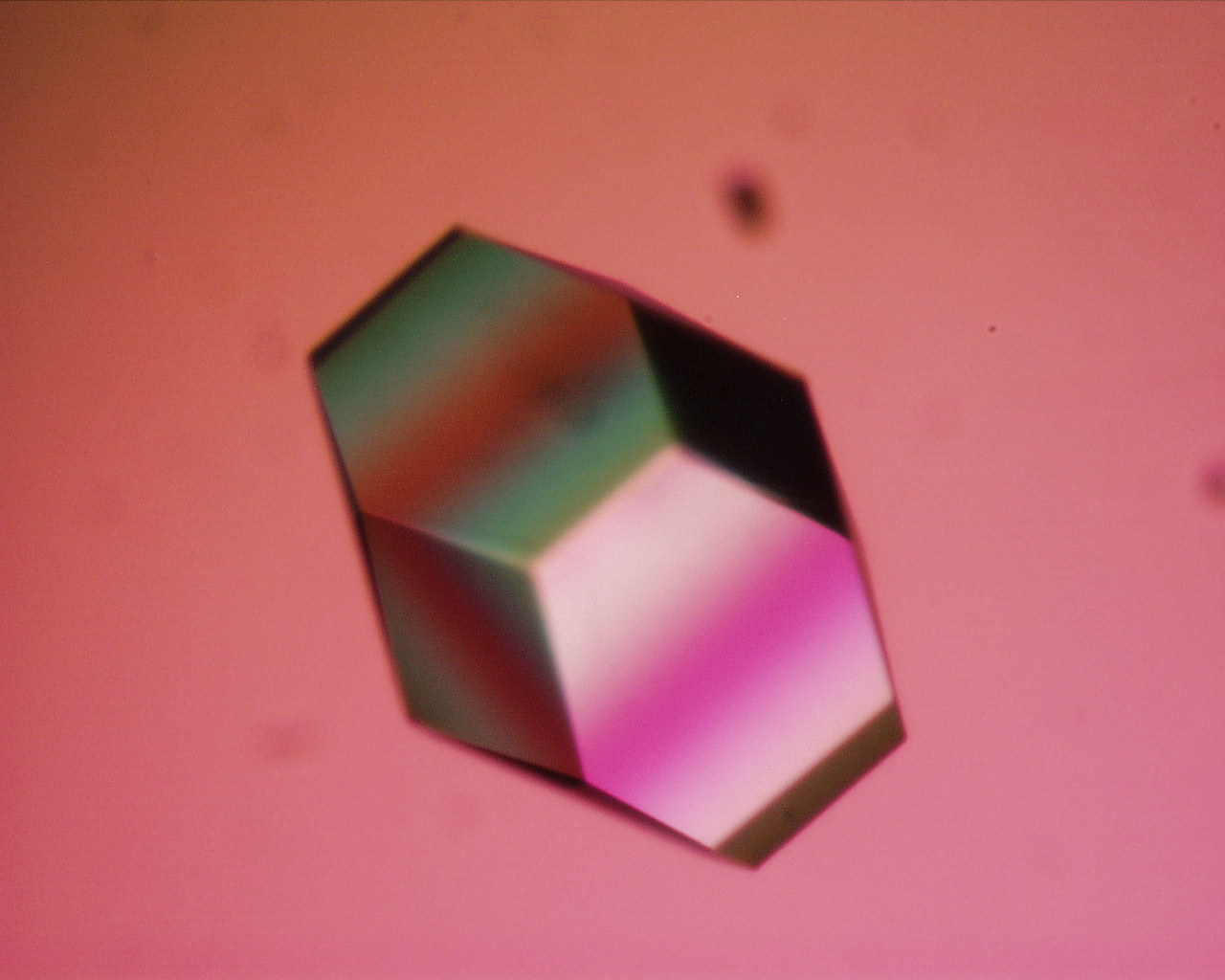
Monocristal de lisozima para estudio por difracción de rayos X.

Para obtener cristales grandes de productos poco solubles se han desarrollado otras técnicas. Por ejemplo, se puede hacer difundir dos compuestos de partida en una matriz gelatinosa. Así el compuesto se forma lentamente dando lugar a cristales mayores. Sin embargo, por lo general, cuanto más lento es el proceso de cristalización tanto mejor suele ser el resultado con respecto a la limpieza de los productos de partida y tanto mayor suelen ser los cristales formados.
La forma y el tamaño de los cristales pueden ser influenciados a aparte por condicionantes como el disolvente o la concentración de los compuestos, añadiendo trazas de otros componentes como proteínas (esta es la manera con que los moluscos, las diatomeas, los corales, etc., consiguen depositar sus conchas o esqueletos de calcita o cuarzo en la forma deseada).
La teoría más aceptada para este fenómeno es que el crecimiento cristalino se realiza formando capas monomoleculares alrededor de germen de cristalización o de un cristalito inicial. Nuevas moléculas se adhieren preferentemente en la cara donde su adhesión libera más energía. Las diferencias energéticas suelen ser pequeñas y pueden ser modificadas por la presencia de dichas impurezas o cambiando las condiciones de cristalización.
En multitud de aplicaciones se puede necesitar la obtención de cristales con una determinada forma y/o tamaño como: la determinación de la estructura química mediante difracción de rayos X, la nanotecnología, la obtención de películas especialmente sensibles constituidas por cristales de sales de plata planos orientados perpendicularmente a la luz de incidencia, la preparación de los principios activos de los fármacos, etc.

## Recristalización
Se repite el proceso de cristalización en una disolución en la que ya se había hecho dicho proceso. Las aguas que quedan aún contienen soluto disuelto que puede cristalizarse. Para un proceso de cristalización más rápido, aplicar un núcleo de cristalización. 

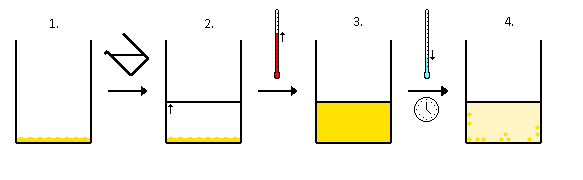
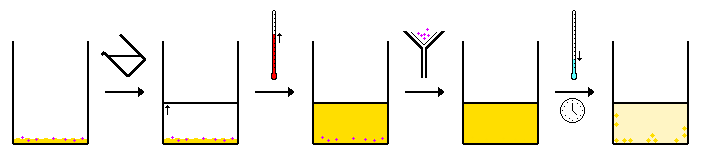
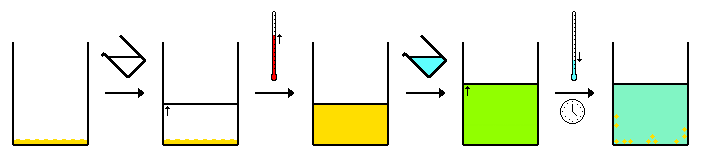
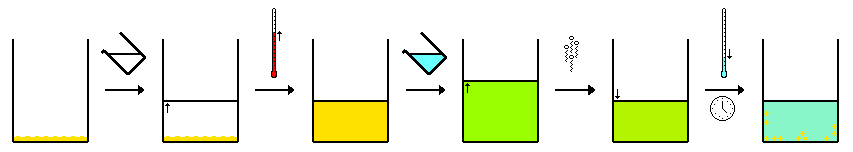
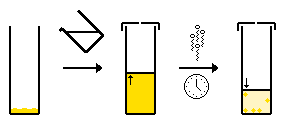
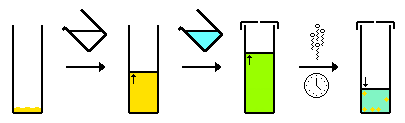
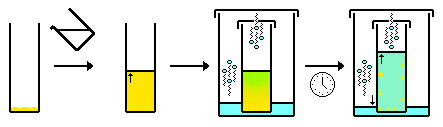
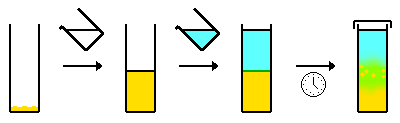
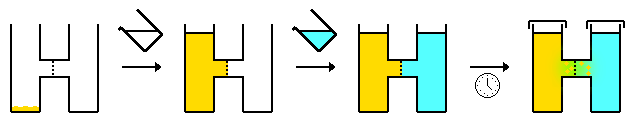